# Catedral de Santa Eulalia y Santa Julia (Elna)
La catedral de Santa Eulalia y Santa Julia de Elna, se encuentra en el municipio francés de Elna, en la región del Languedoc-Rosellón. Románica de los siglos XI - XIII con elementos góticos.
Sede episcopal fundada en el siglo VI, su primer obispo fue Domne (571-586), según consta en las actas de los concilios de Toledo y Narbona. Tuvo los territorios del Conflent, del Rosellón y del Vallespir a partir del siglo IX. En el año 1801 fue suprimida y fusionada con el obispado de Carcasona hasta el 1817 que se constituyó el obispado de Perpiñán.

## El edificio

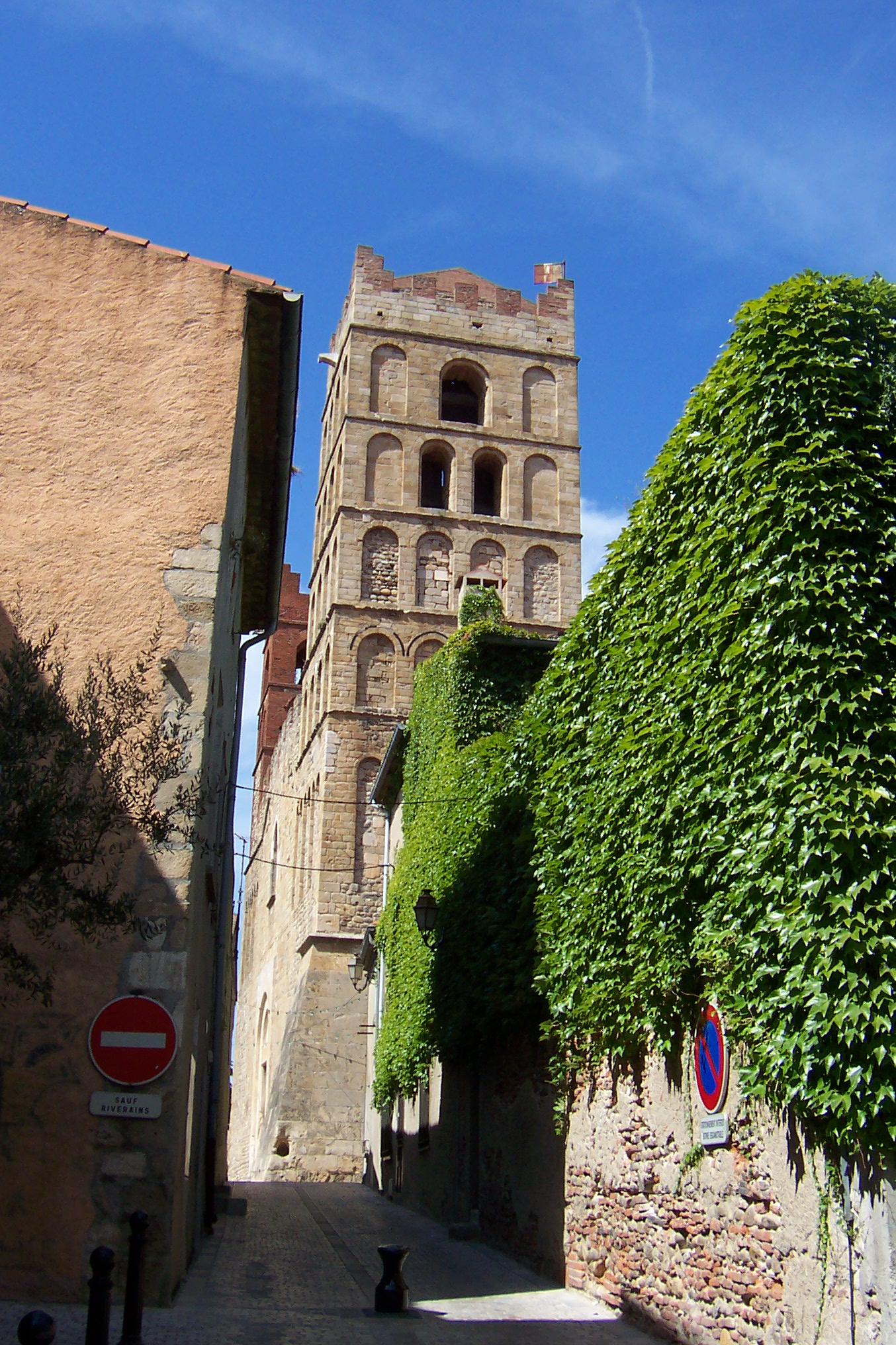
Catedral Santa Eulalia de Elna

Planta basilical de tres naves, la central con bóveda de cañón y de unos 8 metros de anchura y las laterales con cuarto de esfera, con tres ábsides.
La fachada principal es de arco de medio punto, sin decoración, se conserva un campanario de los dos que tenía; para sustituirlo, se construyó una torre de ladrillos de cuatro pisos con cuatro arcos en cada lado y decoración en las arquivoltas de basalto negro en el primer piso. Exteriormente el ábside mayor está reforzado por dos contrafuertes y con una serie de arcos ciegos y lesenas (listón decorativo sin molduras).

## Claustro

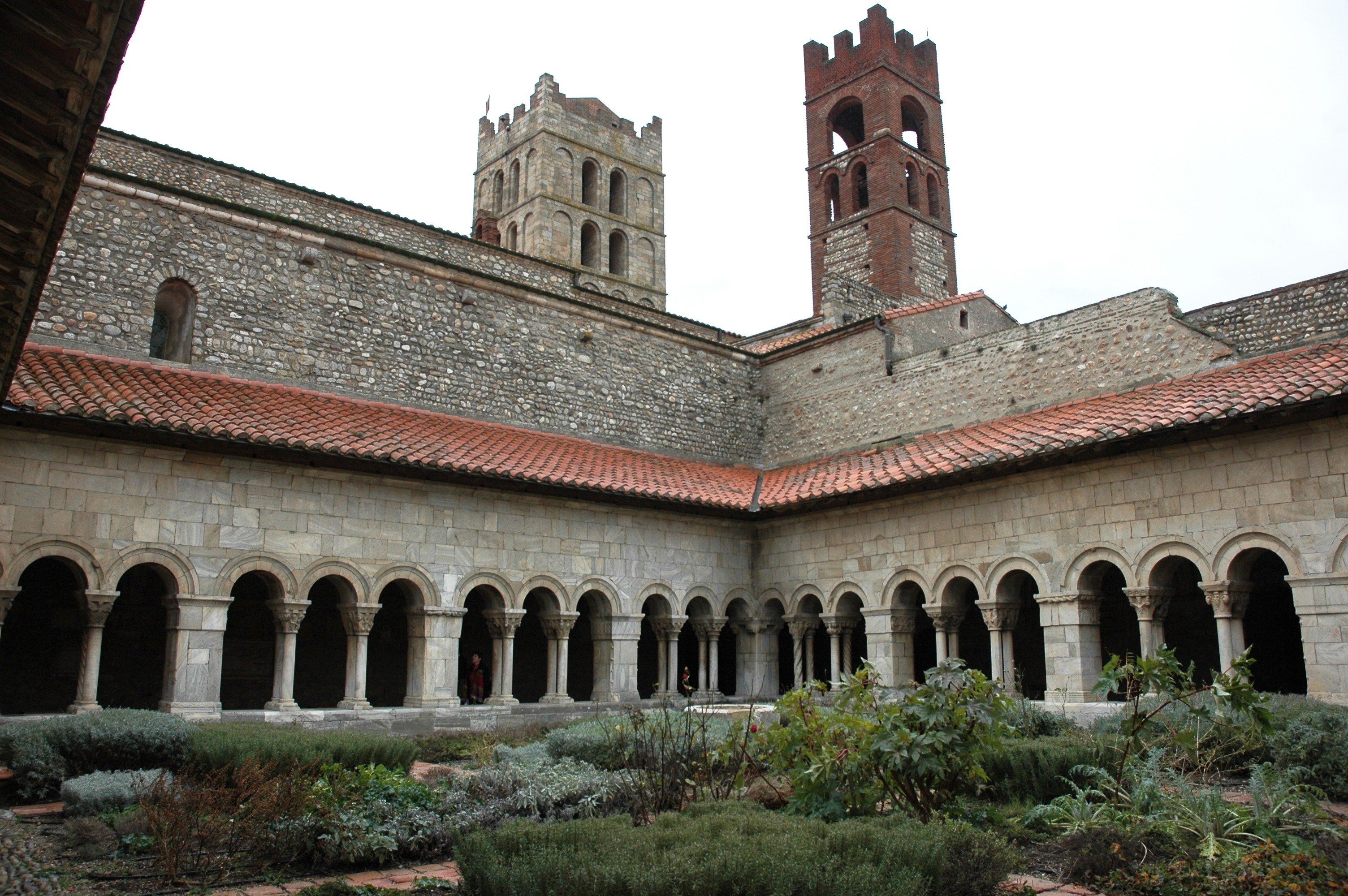
Vista del interior.

El claustro se construyó entre los siglos XII y XIV. Es de planta cuadrangular irregular, comunicándose con los actuales museos de historia y arqueología.
La galería sur es la única de la época románica el resto de galerías son góticas. En su construcción se empleó mármol de la población de Ceret. Las esculturas que se encuentran son de temas de flora y animales y alguna escena historiada. Del escultor Ramón de Bianya hay dos sepulcros: el del obispo Ramón de Vilallonga (1216) y el de Ferran del Soler (1203), un tercer sepulcro, el del obispo Guillem Jordá (1186) no se conoce su autor.